# One Health
One Health syftar på att många smittämnen cirkulerar mellan djur, människor och i naturen och smittan kan överföras via vatten, livsmedel eller med vektorer såsom myggor och fästingar. Läkare, veterinärer och ekologer samverkar för att förstå hur olika smittämnen sprids och hur nya smittor uppstår. Detta tvärvetenskapliga sätt att se på hälsobegreppet kallas för One Health. Svensk term verkar saknas.